# The Wiz (Joop van den Ende)
The Wiz is een Joop van den Ende-productie, gebaseerd op The Wiz, een musical die voor het eerst in 1975 op het toneel werd opgevoerd en in 1978 verfilmd werd (met Diana Ross en Michael Jackson in de hoofdrollen). De musical zelf was weer gebaseerd op het boek De tovenaar van Oz dat begin 20ste eeuw geschreven werd.
De Nederlandse première was op 9 september 2006. De show zou uiteindelijk 432 keer gespeeld worden en op 17 oktober 2007 viel definitief het doek.

## Verhaal
Het verhaal van de musical volgt in grote lijnen de verhaallijn van het boek dat aan de oorsprong van The Wiz ligt. Dorothy raakt de weg kwijt en belandt in het wonderbaarlijke land van Oz. Ze gaat op zoek naar de Wizard of Oz die haar kan vertellen hoe ze de weg naar huis terug kan vinden. Tijdens haar zoektocht ontmoet ze een Vogelverschrikker zonder verstand een Blikkenman zonder hart en een leeuw zonder moed. Samen gaan ze verder en zoeken ze naar huis, hart, verstand, moed en bovenal zichzelf.

## Cast
| Rol                         | 2006/2007                                               |
| --------------------------- | ------------------------------------------------------- |
| Dorothy                     | Nurlaila Karim                                          |
| Understudy's                | Tashka Cijntje, Salome Mayland, Valerie Dwarkasing      |
| The Wiz                     | Danny de Munk, Jamai Loman (bij verlenging)             |
| Alternate The Wiz           | Charly Luske, Jim de Groot (bij verlenging)             |
| Understudy's                | Roy Kullick, Ger Savelkoul                              |
| Vogelverschrikker           | Danny Yanga                                             |
| Alternate Vogelverschrikker | Jamai Loman                                             |
| Understudy's                | Marcel Veenendaal, Wouter van Schaaijk, Kelvin Wormgoor |
| Blikkeman                   | Jerrel Houtsnee                                         |
| Understudy's                | Kok-Hwa Lie, Tabi Awan, Robbert van den Bergh           |
| Laffe Leeuw                 | Jeroen Phaff, Peter Rijnbeek (bij verlenging)           |
| Alternate Laffe Leeuw       | Peter Rijnbeek, Alex Klaasen (bij verlenging)           |
| Understudy's                | Stanley Alejandro Clementina, Ger Savelkoul             |
| Glinda                      | Mathilde Santing                                        |
| Alternate Glinda            | Esther Hart, Glennis Grace                              |
| Understudy                  | Jacqueline Jonkers                                      |
| Sadista                     | Marjolijn Touw, Sophia Wezer (bij verlenging)           |
| Understudy's                | Martine de Jager, Roeselien Wekker                      |
| Acadabra                    | Sophia Wezer, Nicole Berendsen (bij verlenging)         |
| Understudy's                | Roeselien Wekker, Noortje Fassaert                      |

### Ensemble/swing
- Lisette Eising / David Eisinger / Maja Egter van Wissekerke / Martine de Jager(Tante Em) / Mark Jong A Pin / Rogier Komproe / Manon Novak / Kris Siekerman / Clifford Stein / Roeselien Wekker (u.s.Tante Em) / Esther Koenen / Jorien Molenaar / Rahana Oemed / Marc Uijen / Menno Leemhuis / Ferry de Graaf

### Creatives
- Vertaling - Martine Bijl
- Regie - Glenn Casale
- Choreografie - Anthony van Laast
- Muzikale leiding - Jeroen Sleyfer
- Ontwerp Decor en rekwisieten - David Gallo
- Kostuumontwerp - Miquel Angel Huidor
- Ontwerp pruiken/make-up - Sjoerd Didden en Harold Mertens
- Lichtontwerp - Thomas C. Hase
- Projectie ontwerper - Zachary Borovay
- Geluidsontwerp - Jeroen ten Brinke

'14-'18 · '40-'45 (België) · '40-'45 (Nederland) · De 3 Biggetjes · 3 Musketiers · Aida · Alice in Wonderland · A xXxmas Carola · Anatevka · Assepoester · Belle en het Beest · Billie Holiday · Bloedbroeders · The Bodyguard · Cabaret · Camelot · Cats · Chicago · Ciske de Rat · Cyrano de Bergerac · De Schone van Boskoop · Daens · Dirty Dancing · Doe Maar! · Domino · Doornroosje · Dracula · Drood · Elisabeth · Evita · Fame · De Finale · Flashdance · Foxtrot · Goodbye, Norma Jeane · Grease · Hair · High School Musical · De Jantjes · Jekyll & Hyde · Jersey Boys · Jesus Christ Superstar · Kadanza · De kleine zeemeermin · Koning van Katoren · Kruimeltje · Kuifje: De Zonnetempel · Kunt u mij de weg naar Hamelen vertellen, mijnheer? · The Last Five Years · Lelies · The Lion King · The Little Mermaid · Love Story · Lover of Loser · Mamma Mia! · De man van La Mancha · Mary Poppins · Les Misérables · Miss Saigon · Muerto! · De Muze van Rubens · My Fair Lady · On Your Feet! · Op hoop van Zegen · Oorlogswinter · The Passion · Pauline & Paulette · The Phantom of the Opera · Pinokkio · Red Star Line · Rembrandt · Robin Hood · Romeo en Julia, van Haat tot Liefde · De Rozenoorlog · Shhh...it happens! · Shrek · Soldaat van Oranje · Spring Awakening · De sprookjesmusical Klaas Vaak · Sneeuwwitje · The Sound of Music · Tarzan · Titanic · Turks fruit · Urinetown · De Vliegende Hollander · Wat Zien Ik?! · Wicked · The Wild Party · The Wiz · Wickie de viking de musical
    Portaal Musical